# Giovanni Messe
Giovanni Messe (10 décembre 1883 à Mesagne — 18 décembre 1968) était un militaire, homme politique et maréchal italien.
Il participa à la Première Guerre mondiale, à la Seconde guerre italo-éthiopienne, Seconde Guerre mondiale,  durant laquelle il dirigea les troupes italiennes du Corps expéditionnaire italien sur le front de l'Est puis à la Guerre Civile Italienne durant laquelle il sera État-major de l’Armée Royale Italienne contre la République sociale Italienne de Benito Mussolini, entre 1943 et 1945. 

## Biographie[1]
Militaire italien, il a participé aux guerres de Libye (1911-12), à la Première Guerre mondiale et à la Seconde guerre italo-éthiopienne (1935-1936). Au cours de la Seconde Guerre mondiale, remarqué pour son aptitude à commander les unités motorisées, il est désigné, en 1941, comme commandant du Corps expéditionnaire italien sur le front de l'Est (Corpo di Spedizione Italiano in Russia ou CSIR). Mais l'armée italienne n'est pas équipée pour se battre dans la steppe russe et manque de moyens anti-chars. Aussi, après le dur hiver 1941-1942 et la contre-offensive soviétique de décembre 1941, qui a vu les troupes de l'Axe reculer, il  émit des critiques quant à l'insuffisance de l'équipement du CSIR par rapport aux objectifs affichés et démissionna en 1942.
En février 1943, il remplaça le maréchal Rommel à la tête de ce qui reste de l'armée blindée germano-italienne en Tunisie, rebaptisée 1re Armée italienne. Il est fait prisonnier par les Alliés le 13 mai 1943, le même jour que sa nomination au grade de Maréchal. 
Libéré par les Alliés le 8 septembre 1943, quelques jours après la signature de l'armistice de Cassibile, le 3 septembre, actant l'arrêt des combats entre Italiens et Alliés, il fut nommé chef d'état-major général de l'Armée royale italienne, poste qu'il occupa jusqu'en 1945.
Après la guerre, il fut élu sénateur en 1953,  et fut à la tête de l'Union des combattants d'Italie jusqu'à sa mort.

## Décorations
- Chevalier de l'ordre de Vittorio Veneto
- Médaille de la valeur militaire
  - en bronze
  - en argent
- Croix du Mérite de la guerre (Croce al merito di guerra )
- Médaille commémorative de la guerre italo-turque (Medaglia commemorativa della guerra italo-turca)
- Médaille commémorative de l'expédition en Albanie (Medaglia commemorativa della Spedizione in Albania)
- Médaille commémorative des campagnes d'Afrique (Medaglia commemorativa delle campagne d'Africa, 1882-1935)
- Médaille commémorative de l'opération militaire en Afrique orientale (Medaglia commemorativa delle operazioni militari in Africa Orientale (1935 – 1936))
- Médaille commémorative de la guerre italo-autrichienne 1915-1918 (Medaglia commemorativa della guerra italo-austriaca 1915 – 18) (4 ans de campagne)
- Médaille pour l’indépendance (Medaglia commemorativa dell'Unità d'Italia)
- Médaille de la Victoire interalliée (Medaglia commemorativa italiana della vittoria)
- Promozione per merito di guerra
- Ordre militaire de Savoie
  - Officier
  - Commandeur
  - Grand Officier
- Croix de chevalier de la Croix de fer (Allemagne) le 23 janvier 1942 en tant que Maresciallo d'Italia et commandant du Corps expéditionnaire italien sur le front de l'Est (Corpo di spedizione italiano in Russia)